# Charles Mingus at Bremen 1964 & 1975
Charles Mingus at Bremen 1964 & 1975 ist ein Jazzalbum von Charles Mingus. Das Set mit vier CDs vereint zwei Konzerte, die Charles Mingus im Abstand von etwas mehr als einem Jahrzehnt in Bremen spielte. Die von Radio Bremen mitgeschnittenen Aufnahmen erschienen am 13. November 2020 auf Sunnyside Records.

## Hintergrund
Charles Mingus’ Europatournee 1964 gilt als eine der bedeutendsten in der Jazzgeschichte. Zahlreiche Konzerte, die Mingus während seiner Europareise im April 1964 gab, wurden von den öffentlichen Rundfunkanstalten aufgenommen. The Jazz Workshop Concerts 1964-65 (Mosaic Records,ed. 2012) umfassten den gesamten Auftritt in Amsterdam, mit dem die Tournee begann. Das Konzert in Bremen 1964 war das erste, das Mingus jemals in Deutschland gab. Wie das Konzert 1975 auch wurde es von Radio Bremen veranstaltet. Auszüge wurden zwischenzeitlich als Bootleg veröffentlicht.
Im Mingus-Sextett von 1964, das als eines seiner besten Ensembles gilt, spielten Eric Dolphy (Flöte, Altsaxophon, Bassklarinette), Jaki Byard (Piano), Clifford Jordan (Tenorsaxophon), Johnny Coles (Trompete) und Mingus’ rechte Hand Dannie Richmond am Schlagzeug. Coles verpasste einige Auftritte, als er später im Monat krank wurde, und Dolphy, der schon vor Beginn der Tournee plante, in Europa zu bleiben, starb nach den Konzerten mit Mingus am 29. Juni 1964 in Berlin an unbehandeltem Diabetes. Mitglieder in Mingus’ Quintett 1975 waren neben Dannie Richmond der Trompeter Jack Walrath, der Saxophonist George Adams und der Pianist Don Pullen.

## Titelliste
- Charles Mingus at Bremen 1964 & 1975 (Sunnyside – SSC 1570)[4]

CD 1April 16, 1964 - Sendesaal Radio Bremen, Bremen, Germany
1. Hope So Eric (Charles Mingus) 26:05
2. Fables of Faubus (Charles Mingus) 33:24

CD 2April 16, 1964 - Sendesaal Radio Bremen, Bremen, Germany
1. Piano Solo (Jaki Byard) 4:44
2. Sophisticated Lady (Duke Ellington, Irving Mills, Mitchell Parish) 3:46
3. Parkeriana (Charles Mingus) 21:45
4. Meditations on Integration (Charles Mingus) 25:02

CD 3July 9, 1975 - Post-Aula, Bremen, Germany
1. Sue's Changes (Mingus)	32:43
2. For Harry Carney (Sy Johnson) 13:12

CD 3July 9, 1975 - Post-Aula, Bremen, Germany
1. Free Cell Block F, 'Tis Nazi USA (Charles Mingus) 8:26
2. Black Bat and Poles (Jack Walrath) 11:32
3. Fables of Faubus (Charles Mingus) 15:30
4. Duke Ellington’s Sound of Love (Charles Mingus) 13:04
5. Cherokee (Ray Noble)  1:57
6. Remember Rockefeller at Attica (Charles Mingus) 9:32
7. Devil Blues  (Mingus) 13:36

## Rezeption und Auszeichnungen
Nach Ansicht von Chris May (All About Jazz) zählt Charles Mingus at Bremen 1964 & 1975 zu den besten Jazzalben des Jahres („Unverzichtbar, auch wenn Sie bereits über Studioalben verfügen“). Es erhielt den Prix de la Meilleure Réédition ou du Meilleur Inédit der Académie du Jazz 2020.
Hank Shteamer zählte das Album zu den besten Archiventdeckungen des Jahres und merkte im Rolling Stone an, die Mitschnitte aus Bremen präsentierten zwei der besten und experimentierfreudigsten Bands von Charles Mingus.
Phil Freeman (Ugly Beauty) schrieb, Mingus habe gegen Ende seines Lebens mit George Adams, Don Pullen und Dannie Richmond mehrere exzellente Alben aufgenommen, neben Mingus Moves, Changes One und Changes Two – und die Stücke der beiden Changes-Platten würden hier in starken, nachdrücklichen Versionen geliefert. Free Cell Block F, 'Tis Nazi USA (aus Changes Two) bezieht sich auf die Gefängnisaufstände von 1971 in der Attica Correctional Facility. Trotz dieses wütenden Titels sei die Musik freudig und feierlich, ein Trick, den Mingus oft angewandt habe.
Dave Cantor schrieb im Down Beat, die Fruchtbarkeit der Live-Aufnahmen mache die vorliegende Musik nicht weniger verlockend: Holzbläser Eric Dolpy fliege durch Hope So Eric, und Trompeter Johnny Coles spucke Gold auf einer 33-minütigen Version von Fables of Faubus. Um 1964 herum habe er wirklich experimentiert und umfassend über seine Kompositionen nachgedacht, auch darüber, wie er am besten mit den Musikern kommunizieren könne, die seine Werke spielen, zitiert Cantor die Jazzforscherin Nichole Rustin-Paschal, Autorin von The Kind of Man I Am: Jazz Masculinity and the World of Charles Mingus Jr. Während des Auftritts von 1975 knüpfe die Mingus-Band mit For Harry Carney an die Vergangenheit [des Jazz] an und würdige einen Holzbläser, der lange Zeit im Duke Ellington Orchestra gespielt hat. Aber es gebe auch den majestätischen Swing von Duke Ellington’s Sound of Love und eine zugegebenermaßen etwas befremdliche Interpretation von Cherokee.
Mike Shanley (Shanley on Music) schrieb, die Aufnahmen von 1975 seien hervorragend (wie auch die von 1964), obwohl es so klinge, als würde Mingus über einen Verstärker spielen, anstatt direkt mit einem Mikrophon versehen zu sein. Letzteres sei damals Standard gewesen. Obwohl er deutlich zu hören ist, eliminiert die Abnahme einen Teil seines charakteristischen Klangs – von großen Fingern, die an den Saiten zupfen, wodurch das Holz des Basses so persönlich mitswingt. Die andere Überraschung sei, dass Devil Blues mit Adams’ hyperaktivem Gesang fast so klinge, als ob es eher darum ginge, die Menge zu umwerben, als die Charakteristik der Band zu erweitern.
Michael J. West findet in seiner Besprechung für JazzTimes die Klangqualität der Produktion von den ursprünglichen Masterbändern zwar gut, jedoch keineswegs optimal. Er hebt hervor, dass das Quintett von 1975 ebenso wie das Sextett von 1964 zu den besten Gruppen von Mingus gehörte: „Sie sind verdammt stark, sie verstehen Mingus’ Musik und sind vielleicht sogar mehr auf Abenteuer aus als die Gruppe mit Dolphy.“ Diese Band sei „auf die stürmische Persönlichkeit des Leaders abgestimmt.“ Vergleichen könne man die Herangehensweise der beiden Combos beim Titel Fables of Faubus, das in Bremen sowohl 1964 als auch 1975 gespielt wurde: Die Version von 1975 dauere zwar nur halb so lang, sei „aber nicht weniger aufgewühlt und leidenschaftlich. Walrath erkundet die ganze Bandbreite seines Horns, Pullen türmt Blues-Geräte auf, und Adams wechselt zwischen Grunz und Schrei; Richmond entspricht Mingus’ tödlicher Intensität Takt für Takt.“ Pullen finde zudem in Black Bat and Poles auf dem Flügel „den goldenen Mittelweg zwischen Cecil Taylor und Chopin.“ Zusammenfassend habe der Konzertmitschnitt von 1975 „den Vorteil einer viel höheren Klangtreue, die Aufführung von 1964 hat die größere historische Bedeutung. Beides reicht aus, um Mingus at Bremen auch für gelegentliche Mingus-Fans unverzichtbar zu machen.“
George Grella schrieb in Bandcamp Daily, hier sei das Sextett von 1964 – eine der besten kleinen Gruppen, die es je in der Geschichte des Jazz gab. Verankert von Mingus und seinem großartigen Partner und musikalischen Alter Ego, Schlagzeuger Dannie Richmond, spielt die Band sechs erstaunliche Tracks, darunter ein Feature für den fantastischen Pianisten Jaki Byard. Die explosive, umwerfende Kreativität dieser Gruppe sei nie übertroffen worden, und ihr Live-Spiel sei immer an der berauschenden Grenze, völlig außer Kontrolle zu geraten. Der Mitschnitt von 1975 sei ebenfalls großartig, mit Richmond, Pullen, dem Trompeter Jack Walrath und dem Tenorsaxophonisten George Adams. Mit Abstand das stärkste Lineup von Mingus.